# Freeford Hall

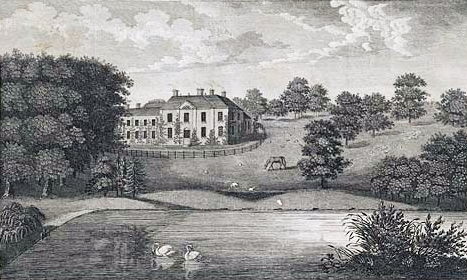
Uma gravura antiga retratando uma vista de Freeford, feita por Ravenhill a partir de um desenho de Rev. Stebbing Shaw.

O Freeford Hall (actualmente conhecido como Freeford Manor) é um palácio rural privado, localizado em Freeford, próximo de Lichfield, no Staffordshire, Inglaterra. É a residência da família Dyott e um listed building classificado com o Grau II.
Os Dyott adquiriram interesses no solar de Freeford por muitos no século XVII. Quando Richard Dyott, Membro do Parlamento por Lichfield e Alto Xerife de Staffordshire (em 1798) faleceu, em 1719, o seu filho, também Richard decidiu mudra-se da cidade para viver em Freeford. Por volta de 1730, construiu uma pequena casa nova em tijolo vermelho, de três secções, a qual foi ampliada e melhorada ao longo do século XVIII. Em meados do século XIX, foram feitos melhoramentos substanciais sob a direcção de Joseph Potter, o Velho, arquitecto de Lichfield. Alterações posteriores continuaram a criar o palácio existente actualmente.

## Sobre Freeford Hall
Freeford Hall é uma casa senhorial situada no condado de Staffordshire, na Inglaterra. A propriedade data do século XV e tem sido mantida pela mesma família por mais de 500 anos. A casa é um exemplo notável de arquitetura Tudor, com uma rica história e um papel importante na história local.
A história de Freeford remonta ao século XV, quando a família de Roger Freford comprou as terras de Freeford. Desde então, a casa passou por várias transformações, mas manteve muitas características originais. Durante o século XVII, a casa foi remodelada no estilo renascentista, incluindo a adição de uma torre do relógio.
A casa é cercada por belos jardins paisagísticos que incluem um lago, um pomar e um labirinto. Além disso, a propriedade inclui uma fazenda que ainda é administrada pela família, produzindo trigo, cevada e batata.
Freeford Hall desempenhou um papel importante na história da região de Staffordshire. Durante a Revolução Industrial, a casa serviu como um ponto de encontro para os líderes empresariais da região. Além disso, a casa também foi usada como um hospital de guerra durante a Primeira Guerra Mundial.
A casa é repleta de história e possui muitos artefatos e objetos históricos em exposição, incluindo retratos de família, armas, tapeçarias e móveis antigos. Um dos destaques é uma escada em espiral que remonta ao século XVII e ainda está em uso.
Freeford Hall é um exemplo notável de arquitetura e patrimônio inglês. É um testemunho da história da região e uma das casas senhoriais mais importantes do país. A casa está aberta ao público em determinados dias do ano e também pode ser alugada para eventos especiais, como casamentos e festas.
Se você está interessado em história ou arquitetura, uma visita a Freeford Hall é altamente recomendada. A casa é uma jóia escondida na paisagem rural inglesa e uma visita a este tesouro histórico certamente será uma experiência inesquecível.